# Мојсије Секељ
Мојсије Секељ (мађ. Mózes Székely; 1550- Брашов 17. јул 1603) је био Ердељски војвода секељског порекла и у кратком периоду и владар Ердеља (Принц од Ердеља). 
Мојсије је био војсковођа под Жигмундом Баторијем (Sigismund Báthory). После треће и задње абдикције 1601. године, Ердељ је потпао под контролу Хабзбуршког генерала Ђорђа Басте (Giorgio Basta). У априлу 1603. године, Мојсије је са домаћим снагама појачаном са коалиционим Турско-Татарским снагама збацио Басту са власти и 8. маја се прогласио принцем и владаром Ердеља. Мојсијева владавина је била нестабилна и његови савезници Татари су окрутношћу превазишли претходне владаре, тако да су се и Секељи, којима је и он припадао побунили против њега.
Одлучујући догађаји су се одиграли када је Раду Шербан (Radu Şerban), Влашки војвода стао на страну Хабзбурговаца и искористио побуну Секеља против Мојсија и заједничким снагама поразио и убио га у бици код Кронштада (Kronstadt) 17. јула 1603. године.
После битке Раду се вратио у Влашку и оставио могућност Бастином повратку.